# Musikfabriken
Musikfabriken var en ideell musikförening i Skellefteå med cirka 300 medlemmar. Den startades 1985 med syftet att kunna erbjuda medlemmarna en plats att spela musik på i olika former. Efter ett antal mer eller mindre lyckade lokalbyten flyttade ”Fabriken” in i Mullbergsskolans gamla lokaler i Skellefteå där de finns än idag. I huset finns åtta replokaler, ett kontor och en scen. Dessutom finns två inspelningsstudior som tillhör Skellefteå Musikförening, den förening Musikfabriken startade som en utbrytning ur.
Verksamheten består bland annat av repande band, arrangemang och utbildningar. Mellan 1995 och 2002 var Musikfabriken medarrangör av Norrans popfest, där bland andra Sahara Hotnights fick sitt genombrott, men antagligen är Musikfabriken mest känd för att sedan 1991 årligen anordna musikfestivalen Trästockfestivalen på Nordanå i Skellefteå. År 2009 hade festivalen 30 000 besökare och 200 ideellt arbetande ungdomar.
Musikfabriken var 2009 års mottagare av Skellefteå kommuns kulturnämnds stipendium Tjurskallen, vilket delas ut till banbrytare som inte tvekar att "stånga pannan mot konventionens väggar och fortsätta stånga tills motståndet viker". Detta med följande motivering:
"Föreningen Musikfabriken är en ungdoms- och arrangörsförening som funnits i över 20 år. Musikfabriken har alltid stått längst upp på kulturbarrikaden och kämpat. Inom så gott som allt som händer inom populärmusiken har Musikfabriken ett finger med. Kulturnämnden vill med Tjurskallen ge dem ett erkännande för deras viktiga arbete för och med ungdomar och deras musikintresse."
Våren 2011 gick Skellefteå Musikförening ihop med föreningen Musikfabriken och bildade Kulturföreningen Mullberget.